# 한니발 메지브리
한니발 메지브리(아랍어: حنبعل المجبري, 프랑스어: Hannibal Mejbri, 2003년 1월 21일 ~ )는 프랑스에서 태어난 튀니지의 축구 선수로 현재 번리에서 활약하고 있다. 포지션은 미드필더다.

## 국제 경력

### 프랑스
메제브리는 U-16 팀에서 12차례, U-17 팀에서는 3차례 출전하였다.
그는 처음으로 프랑스 U-16 팀에 2018년 9월에 소집되었다. 2018년 9월 25일, 덴마크를 상대로 3-2로 패배하는 경기에서 데뷔하였다. 그리고 2019년 4월 22일 아이보리 코스트를 상대로 4-0으로 승리한 경기에서 골을 넣었다. 같은 해에 그는 처음으로 U-17 국가대표팀에 선발되었다. 2019년 10월 22일, 그는 UEFA U-17 유로 국가대표 선발전에서 지브롤터를 상대로 8-0으로 승리한 경기에서 두 골을 넣었다.

### 튀니지

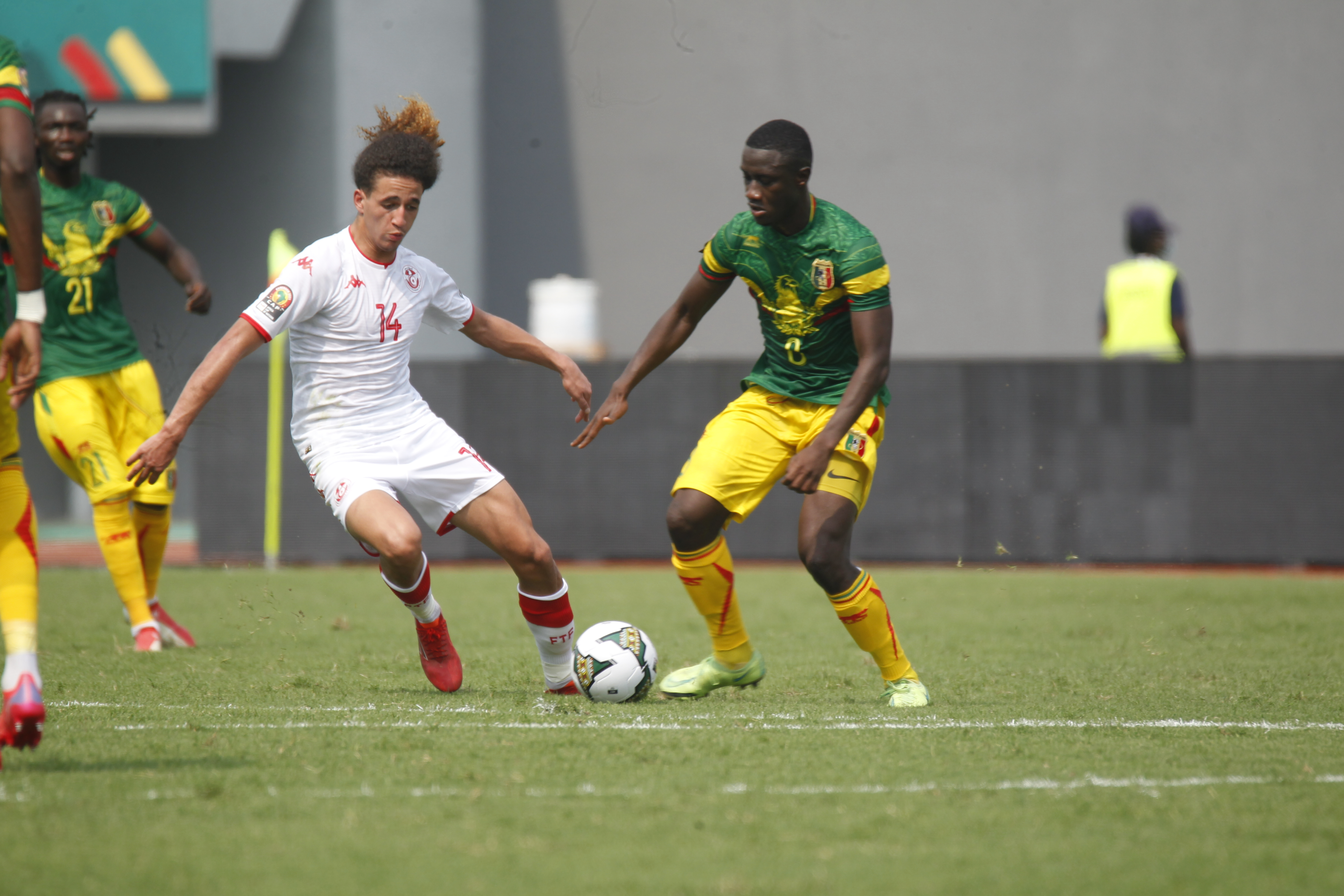
2021년 아프리카 네이션스컵에서 말리를 상대로 뛰는 메제브리.

2021년 5월, 메제브리는 처음으로 튀니지 국가대표팀에 소집되었으며, 자신의 부모님의 출신 국가인 튀니지를 대표하는 국제경기 출전을 선택하였다. 2021년 6월 5일, 그는 콩고 민주 공화국을 상대로 경기 시작 후반에 투입되어 데뷔하였다.
그는 2021 FIFA 아랍컵에 선발되어 첫 경기에서 모리타니아와 맞대결하며 데뷔하였으며, 그룹 리그에서 아랍 에미리트를 상대로 치른 세 번째 경기에서 경기 최우수 선수에 선정되었다. 그는 또한 준결승에서 이집트를 상대로 다시 한 번 경기 최우수 선수로 선정되었다. 그는 아랍컵 결승전에서도 (88분) 거의 모든 정규 시간에 출전하였다. 하지만 결승전에서는 모하메드 알리 벤 롬단에게 교체되었다.
메제브리는 2021년과 2022년에 모두 아프리카 도르 어워드에서 아프리카의 발견 선수로 두 차례 선정되었다. 2022년 11월 14일, 그는 잘렐 카드리 감독에 의해 튀니지가 2022년 FIFA 월드컵을 위해 선발한 명단에 이름을 올렸다.